# فرودگاه استاگ لین
فرودگاه استاگ لین (به انگلیسی: Stag Lane Aerodrome) یک فرودگاه غیرنظامی است . این فرودگاه در شهر لندن کشور انگلستان قرار دارد و در ارتفاع ۵۱ متری از سطح دریا واقع شده است.